# Positive (minialbum)
Positive – szósty minialbum południowokoreańskiej grupy Pentagon, wydany 2 kwietnia 2018 roku przez Cube Entertainment. Płytę promował singiel „Shine”.
Positive to ostatni koreański minialbum z E'Dawn ze względu na jego przerwę i późniejsze odejście z grupy.

## Lista utworów
| CD | CD                                          | CD                                         | CD                        | CD                        | CD      |
| Nr | Tytuł utworu                                | Tekst                                      | Kompozycja                | Aranżacja                 | Długość |
| -- | ------------------------------------------- | ------------------------------------------ | ------------------------- | ------------------------- | ------- |
| 1. | „Off-Road”                                  | Kino, E'Dawn, Yuto, Wooseok                | Kang Dong-Ha, Kino        | Kang Dong-Ha              | 3:45    |
| 2. | „Shine” (kor. 빛나리)                       | E'Dawn, Hui, Yuto, Wooseok                 | Flow Blow, Hui, E'Dawn    | Flow Blow                 | 3:18    |
| 3. | „Think About You” (kor. 생각해)             | Jinho, Kang Dong-ha, E'Dawn, Yuto, Wooseok | Kang Dong-Ha, Jinho       | Kang Dong-Ha              | 3:41    |
| 4. | „Do It for Fun” (kor. 재밌겠다), (Rap Unit) | E'Dawn, Wooseok, Yuto                      | E'Dawn, Kang Dong-Ha      | E'Dawn, Kang Dong-Ha      | 3:10    |
| 5. | „Nothing I Can Do” (kor. 보낼 수밖에)       | Son Young-jin, Jo Sung-ho, E'Dawn, Wooseok | Son Young-jin, Jo Sung-ho | Son Young-jin, Jo Sung-ho | 3:46    |
| 6. | „Let's Go Together” (kor. 함께 가자 우리)   | Kang Dong-Ha, E'Dawn, Wooseok              | Kang Dong-Ha, E'Dawn      | Kang Dong-Ha              | 3:18    |

## Notowania
| Lista                        | Pozycja |
| ---------------------------- | ------- |
| South Korean Albums (Circle) | 6       |
| US World Albums (Billboard)  | 10      |

## Sprzedaż
| Kraj             | Sprzedaż |
| ---------------- | -------- |
| Korea Południowa | 52 488+  |